# Schlüsselfeld
Schlüsselfeld est une ville au sud-ouest de l'arrondissement de Bamberg, dans le district de Haute-Franconie, en Allemagne.

## Géographie
Schlüsselfeld est située de 24 km au sud-ouest de Bamberg dans le Steigerwald (forêt) dans la vallée de la Reiche Ebrach, 299 m NGF.

### Communautés constituantes
La ville de Schlüsselfeld consiste en 22 Ortsteile, dont la plupart étaient des communautés indépendantes jusqu'à des reformes administratives :
- Aschbach
- Attelsdorf
- Bernroth
- Debersdorf
- Eckersbach
- Elsendorf
- Fallmeisterei
- Güntersdorf
- Heuchelheim
- Hohn am Berg
- Hopfenmühle
- Lach
- Obermelsendorf
- Possenfelden
- Rambach bei Schlüsselfeld
- Reichmannsdorf
- Schlüsselfeld
- Thüngbach
- Thüngfeld
- Untermelsendorf
- Wüstenbuch
- Ziegelsambach

La ville a également ces bornes traditionnelles, connues en allemand comme Gemarkungen (la plupart d'elles sont des anciennes communautés indépendantes conservées comme des territoires cadastraux) :
- Aschbach
- Eckersbach
- Elsendorf
- Heuchelheim
- Reichmannsdorf
- Schlüsselfeld
- Thüngfeld
- Untermelsendorf
- Ziegelsambach

Toutes ont des noms des communautés constituantes la ville car un Gemarkung est traditionnellement nommé d'après une ville ou un village à côté.
De 1972 à 1978, Schlüsselfeld faisait partie de la Moyenne-Franconie.

### Climat
La température annuelle moyenne de Schlüsselfeld est de 8,24 °C.

## Histoire

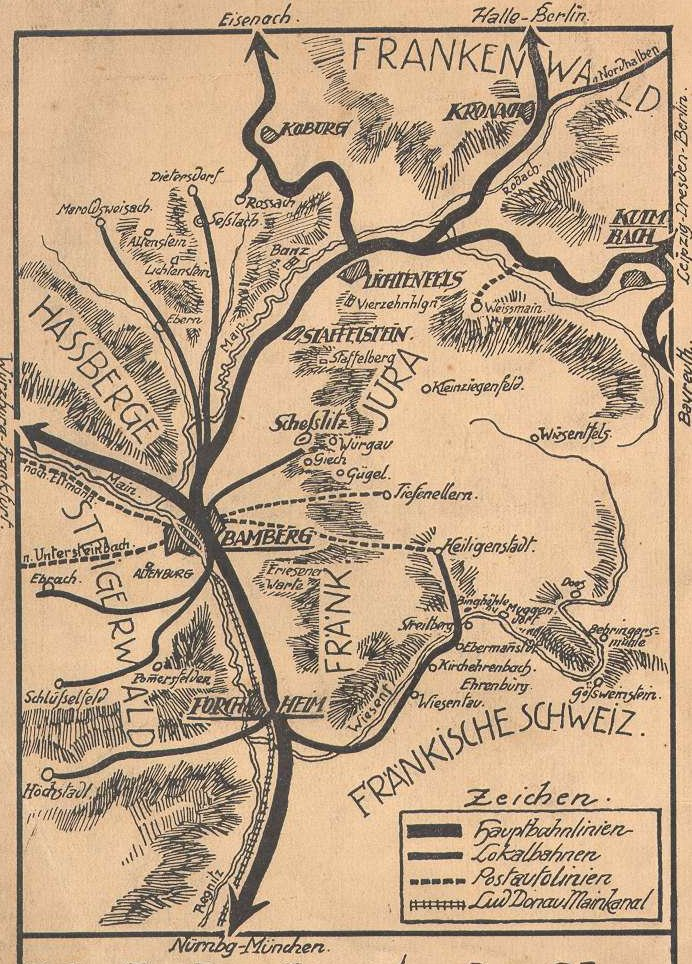
Carte routière de 1912 avec Schlüsselfeld en bas à gauche

Schlüsselfeld fut fondée le 10 juin 1336 par Conrad de Schlüsselberg. Il avait reçu le droit à la fondation d'une ville par l'empereur Louis IV. Après la mort de son fondateur, Schlüsselfeld passa aux évêques de Bamberg et de Wurtzbourg. Après un compromis, Wurtzbourg gagna aussi la partie bambergienne de la ville en 1390.
En 1396, la ville de marché de Schlüsselfeld reçut ses propres droits.
Les évêques de Wurtzbourg firent de Schlüsselfeld un Amt et pour celui-ci choisirent comme résidence officielle le château de Thüngfeld (Thüngfelder Schloss).
Une inscription latine sur la mairie construite en 1723 déclare :
Cette maison déteste le tumulte, aime la paix, punit le crime, maintient la loi, honore la vertu.
Étant une possession de la principauté épiscopale de Wurtzbourg et un chef-lieu de centurie administrative (Centamt, équivalent d'un chef-lieu de canton), Schlüsselfeld fut sécularisée et intégrée au nouveau royaume de Bavière en 1803, puis annexée au grand-duché de Wurtzbourg en 1805 après la Paix de Presbourg, et finalement, après des ajustements territoriaux en 1810, retournée à la Bavière. Dans le processus des réformes administratives de Bavière, la commune d'aujourd'hui a pris naissance sous le Gemeindeedikt (édit communal) de 1818.

### Religion
Parmi les habitants de la ville, 4 262 qui font partie de l'Église catholique, 1 217 de l'Église protestante et 588 ont un autre statut religieux.

### Développement populaire
Dans les limites de la ville, 4 780 habitants étaient recensés en 1970, 5 034 en 1987 et 5 711 en 2000. Pendant les six années suivantes, la population augmenta et atteint 5 824 au 31 décembre 2006.

## Politique
Le maire est Georg Zipfel (FWG/SPD/UBG).
En 1999 l'impôt communal, converti en euros, montait à € 2 715 000 dont la taxe professionnelle (net) montait à € 817 000.

### Conseil municipal
Conseil municipal consiste en :
- CSU 9 sièges
- SPD 4 sièges
- Freie Wählergemeinschaft 3 sièges
- Unabhängige Bürgergemeinschaft 3 sièges
- Überparteilich Christliche Wählergemeinschaft 1 siège

### Armes
Les armes de Schlüsselfeld pourraient être héraldiquement décrites ainsi : En garances une clef en argent en épi gauche avec le panneton tourné en haut, accompagnée de chaque côté par deux étoiles dorées avec six branches.
La clef ne se reporte pas seulement au nom de la ville (en allemand “Schlüsselfeld” signifie textuellement “champ de clef”), mais aussi par sa couleur et sa position aux armes des lords de Schlüsselberg comme propriétaires et fondateurs de l'endroit. Dans l'histoire la ville fut évoquée pour la première fois comme propriété de Konrad von Schlüsselberg. Les armes actuelles apparaissent pour la première fois sur un cachet du XVIe siècle. Le drapeau de la ville est or, blanc et rouge.

## Culture et monuments
Les monuments ci-dessous méritent d'être visités :
- à Schlüsselfeld : le beffroi avec des restes de la muraille et deux tours rondes, la Petrusbrunnen (fontaine), la vieille mairie avec un pilori, la nouvelle mairie, l'église gothique de la paroisse, l'église Klein-Mariazell im Steigerwald (avec une copie de l'icône de Mariazell en Styrie en Autriche)
- à Aschbach : le château baroque, l'église Mariä-Himmelfahrt, l'église évangélique avec Marienaltar
- à Reichmannsdorf : le Dientzenhofer-Schloss (château du palais)
- à Heuchelheim : la Dreifrankenstein

## Économie et infrastructure

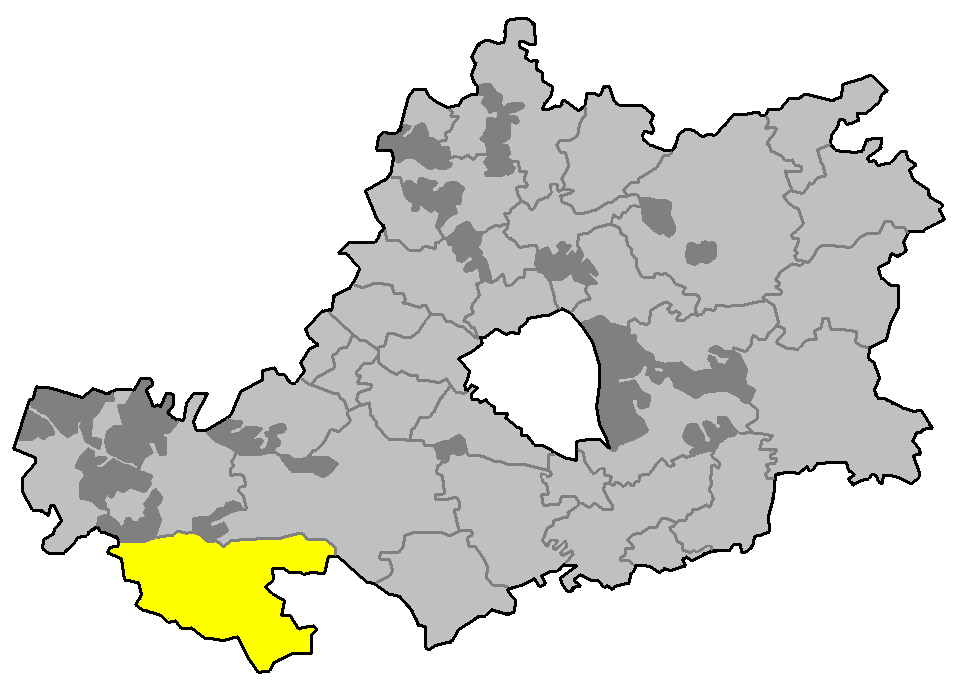
Schlüsselfeld dans le district de Bamberg

La ville de Schlüsselfeld est située au triangle de tous les trois Regierungsbezirke de la Franconie, juste à côté de la A 3 (Wurtzbourg-Nuremberg) avec sa sortie Schlüsselfeld, et est connue comme un petit centre.

## Personnalités liées à la ville
- Georg Karl Mayer (1814-1868), théologien né à Aschbach.